# Wahlenbergia campanuloides
Wahlenbergia campanuloides là loài thực vật có hoa trong họ Hoa chuông. Loài này được (Delile) Vatke miêu tả khoa học đầu tiên năm 1874.